# Mar Lodj
Mar Lodj (a veces Mar Lyotch, o raramente Mar Loytch, Mar Lotche) es una isla situada en el país africano de Senegal, en el sector de Sine-Saloum cerca Ndangane, y a cerca de cuarenta kilómetros de la localidad de Joal-Fadiouth.
La isla está vinculada a la región de Fatick. Los pueblos son parte de la comunidad rural de Fimela.El paisaje es el de la sabana y manglares de delta.
Aproximadamente 5.000 personas viven en la isla. Hay cuatro pueblos que están un poco lejos de los campamentos turísticos.